# NNS Obuma
NNS Obuma, początkowo Nigeria – fregata marynarki wojennej Nigerii, zbudowana w Holandii, w służbie od 1965 roku do lat 80. Stanowiła pojedynczy okręt i była okrętem flagowym Nigeryjskiej Marynarki Wojennej. Nosiła numer burtowy F 87. 
Wyporność pełna okrętu wynosiła 2000 ton, a napędzały go silniki wysokoprężne, pozwalające na osiąganie prędkości 26 węzłów. Uzbrojenie stanowiły dwa działa uniwersalne kalibru 102 mm i pięć dział przeciwlotniczych kalibru 40 mm, a do zwalczania okrętów podwodnych służył miotacz bomb głębinowych Squid. Mógł przenosić śmigłowiec.

## Budowa
Fregata „Nigeria” była pierwszym dużym okrętem Nigeryjskiej Marynarki Wojennej, a przy tym  jej drugim nowo zbudowanym okrętem po patrolowcu „Enugu”. Jej budowę zamówiono w Holenderskim Biurze Budownictwa Okrętowego NEVESBU, za cenę 3,5 miliona funtów szterlingów. Miała ona pełnić funkcję okrętu eskortowego (fregaty), a zarazem okrętu szkolnego dla kadr marynarki nigeryjskiej i jej okrętu flagowego. Przed ukończeniem okrętu, w 1965 roku Holandia wypożyczyła Nigerii stary poamerykański patrolowiec „Ogoja”.
Stępkę pod budowę fregaty położono w holenderskiej stoczni Wilton-Fijenoord 9 kwietnia 1964 roku, a kadłub wodowano 12 kwietnia 1965 roku. Okręt wszedł do służby 16 września 1965 roku. Otrzymał nazwę „Nigeria” jako drugi, po trałowcu wycofanym w 1962 roku. Nosił numer burtowy F 87.

## Opis techniczny

### Architektura i kadłub
Okręt miał gładkopokładowy kadłub, przy czym dolna kondygnacja przedniej części nadbudówki stanowiła nadbudowę, ze ścianami stanowiącymi przedłużenie burt. Prosta dziobnica była silnie wychylona do przodu, a pokład na dziobie miał spory wznios. Na pokładzie dziobowym umieszczone było zdwojone stanowisko armat kalibru 102 mm z maską przeciwodłamkową. Całe śródokręcie zajmowała piętrowa nadbudówka, z podwyższoną nadbudówką dziobową z przeszklonym pomostem nawigacyjnym i kratownicowym masztem. Pojedynczy opływowy komin znajdował się pośrodku długości okrętu, a za nim był lekki niski maszt. Na całej rufie znajdowało się lądowisko dla śmigłowca, umieszczone ponad pokładem górnym, stanowiące przedłużenie pierwszej kondygnacji nadbudówki.
Wyporność standardowa okrętu wynosiła 1724 ts (ton angielskich), a pełna 2000 ts. Długość całkowita wynosiła 109,8 m, a między pionami 104 m. Szerokość wynosiła 11,3 m, a zanurzenie 3,5 m.
Załoga okrętu składała się z 216 ludzi.

### Uzbrojenie
Uzbrojenie główne stanowiły dwie brytyjskie armaty uniwersalne kalibru 102 mm o długości lufy 45 kalibrów (L/45) w podwójnym stanowisku Mk 19 z maską przeciwodłamkową na dziobie. Uzbrojenie to uzupełniały cztery automatyczne armaty przeciwlotnicze kalibru 40 mm Mk 7 L/60 w pojedynczych stanowiskach na rogach śródokręcia: dwie na piętrze z przodu nadbudówki i dwie po bokach nadbudówki przed lądowiskiem śmigłowca.
Broń podwodną stanowił brytyjski trzylufowy miotacz bomb głębinowych Squid.
Z lądowiska na rufie mógł operować śmigłowiec, lecz okręt nie posiadał hangaru do jego stałego bazowania. Przy tym, pierwsze śmigłowce dla lotnictwa morskiego (Westland Lynx) Nigeria zakupiła w 1981 roku.

### Wyposażenie
Wyposażenie radioelektroniczne okrętu było pochodzenia brytyjskiego:
- radar Type 293 (dozoru ogólnego)[7]
- radar Type 275 (kierowania ogniem)[7]
- radar Plessey AWS-4[2]
- sonar Type 170 (kierowania ogniem wyrzutni Squid)[7]
- sonar Type 174 (poszukiwawczy, zdemontowany w 1977)[7]

### Napęd
Napęd stanowiły cztery niemieckie silniki wysokoprężne MAN 16 V8B o łącznej mocy 16 000 bhp. Napędzały one dwie śruby, pozwalając na osiąganie prędkości maksymalnej 26 węzłów. Zasięg przy prędkości ekonomicznej 15 węzłów wynosił 3500 mil morskich.

## Służba
„Nigeria” była największym okrętem marynarki nigeryjskiej i jej okrętem flagowym do chwili wejścia do służby fregaty „Aradu” w 1982 roku. Służyła podczas wojny domowej z separatystyczną  Biafrą w latach 1967–70. Używana była do celów reprezentacyjnych, odbywając wizyty zagraniczne, w tym rejs do Wybrzeża Kości Słoniowej, Senegalu i innych krajów Afryki zachodniej. W 1973 roku była remontowana w Birkenhead, a w październiku 1977 roku w Schiedam. W 1981 roku okręt został przemianowany na „Obuma”.
Na 1983 rok planowano remont okrętu, lecz z powodu braku funduszy marynarki nigeryjskiej nie doszedł on do skutku, po czym fregata utraciła sprawność i możliwość wychodzenia w morze. Została następnie przekształcona w stacjonarny hulk szkolny w Sapele, w której funkcji m.in. służyła w 1991 roku. Dalsze losy okrętu są nieznane w popularnych publikacjach; jako hulk nie jest on już wykazywany w rocznikach flot.